# لوهنر بی.۱
لوهنر بی. ۱ (به انگلیسی: Lohner_B.I) یک هواگرد ملخ‌پیشین تک‌موتوره از نوع هواگرد شناسایی ساخت شرکت Lohner است.